# Ewert Åberg
Anders Ewert Åberg, född 4 december 1909 i Tottarps socken, död 16 december 1983 i Sävja, Danmarks församling, var en svensk botaniker.
Ewert Åberg var son till lantbrukaren Anders Åberg och Emma Truedsson. Han avlade studentexamen i Lund 1928 och blev filosofie kandidat där 1931, agronom vid Alnarp 1933, filosofie licentiat vid Lunds universitet 1938, filosofie doktor vid Uppsala universitet och agronomie licentiat vid Lantbrukshögskolan vid Ultuna 1945. Efter sommarförordnanden vid Weibullsholms växtförädlingsanstalt i Landskrona 1930 och 1931 samt vid Sveriges utsädesförenings Västernorrlandsfilial i Undrom 1932 och 1933 blev han vid Lantbrukshögskolan assistent i växtodlingslära 1934 och docent i ämnet 1940. Från 1949 var han efter kallelse laborator i växtodlingslära där. Åberg hade expertuppdrag i USA:s jordbruksdepartement 1942–1945 och var generalsekreterare vid den sjunde internationella botanistkongressen i Stockholm 1950. Han gjorde flera studieresor, bland annat till Sovjetunionen och USA. 1955 blev han ledamot av Lantbruksakademien. Åberg utgav arbeten i systematisk botanik och i växtodling, bland annat rörande sortval och sortegenskaper hos kulturväxter, men främst gällde hans verksamhet lantbruksbotaniken. Inom det området behandlade han i en mängd skrifter i fackpressen spörsmål om växtodling samt försök över växtföljd, jarovisering, frökontroll, hormonderivatens inverkan på kulturväxter och kampen mot ogräs med mera. Särskilt utförde han undersökningar över sädesslaget korn såsom i doktorsavhandlingen The Taxonomy and Phylogeny of Hordeum L. sect. Cerealia Ands. (1940). Åberg utgav tillsammans med andra författare ett par botaniska läroböcker och tillsammans med Hugo Osvald publicerade han den sjunde internationella botanistkongressens förhandlingar (Proceedings ..., 1953).